# Park River
Park River – miasto w Stanach Zjednoczonych, w stanie Dakota Północna, w hrabstwie Walsh.